# Tompojevci
Tompojevci – wieś w Chorwacji, w żupanii vukowarsko-srijemskiej, w gminie Tompojevci. W 2011 roku liczyła 308 mieszkańców.